# Monte San Pietrangeli
Pour les articles homonymes, voir Pietrangeli.
Monte San Pietrangeli (en dialecte : Monsampietro ou Monsampietrangeli) est une commune italienne d'environ 2 600 habitants, située dans la province de Fermo, dans la région Marches, en Italie centrale.

## Économie
Siège de la société B.A.G. spa propriétaire de la marque de chaussures et accessoires NeroGiardini.

## Administration
| Période                                  | Période | Identité | Étiquette | Qualité |
| ---------------------------------------- | ------- | -------- | --------- | ------- |
|                                          |         |          |           |         |
| Les données manquantes sont à compléter. |         |          |           |         |

### Communes limitrophes
Corridonia, Francavilla d'Ete, Monte San Giusto, Montegiorgio, Montegranaro, Rapagnano, Torre San Patrizio